# Anambezinho
Anambezinho (nome científico: Iodopleura pipra) é uma espécie de ave da subfamília Tityridae que é endêmica do Brasil.
Os seus habitats naturais são: florestas subtropicais ou tropicais húmidas de baixa altitude.
Está ameaçada por perda de habitat.